# Ein Lied für Den Haag (1980)
Die deutsche Vorentscheidung zum Eurovision Song Contest 1980 fand unter dem Titel Ein Lied für Den Haag statt.
Durch die Sendung führten wie im Vorjahr die Moderatoren Carolin Reiber, die für ihre Co-Moderation mit Maxl Graf bei der Fernsehsendung Lustige Musikanten bekannt war und dem Radiomoderator Thomas Gottschalk, der seit 1971 bei Bayern 3 moderierte (Pop nach acht). Regie führte Rainer Bertram.

## System
Der Bayerische Rundfunk behielt den Modus des Vorjahres aufgrund des Erfolges von Dschinghis Khan bei.
Eine dreizehnköpfige Jury aus Fachleuten der Unterhaltungsbranche wählte aus 443 Einsendungen die zwölf Finalteilnehmer aus. 
Nach Abschluss des Vorentscheid, der in diesem Jahr wieder ca. vier Wochen vor dem Eurovision Song Contest stattfand, wurden nach dem Durchlauf der zwölf Titel durch das Meinungsforschungsinstitut Infratest 550 repräsentativ ermittelte Radiohörer und Fernsehzuschauer telefonisch befragt. Diese hatten während der Sendung die zwölf Titel anhand einer vorgegebenen Punkteskala zu bewerten.
In diesem Jahr wurden abweichend zum Vorjahr die Endstände der einzelnen Interpreten bekannt gegeben.

## Teilnehmer
Mel Jersey hatte einige kleinere Hits seit Anfang der 1970er Jahre. Seit 1984 tritt er mit seiner Frau im Duo Judith und Mel auf. Er ist auch Komponist vieler Lieder für bekannte Volksmusik und Schlagersänger. 
Costa Cordalis hatte bereits 1973 Hits wie Carolina komm, Steig in mein Boot, Anna-Lena, der größte Erfolg war jedoch 1976/77 Anita, welcher sich drei Monate in den Top 10 hielt.
Marianne Rosenberg trat bereits beim deutschen Vorentscheid 1975 an, wurde aber mit Er gehört zu mir nur Zehnte. 1976 trat sie dann beim luxemburgischen Vorentscheid 1976 mit Tout peut arriver au cinéma, auf Deutsch bekannt als Lieder der Nacht an, unterlag aber dem deutschen Schlagersänger Jürgen Marcus. 1978 nahm sie wieder am deutschen Vorentscheid teil, wurde aber nur Siebte im ausschließlich im Radio ausgetragenen Wettbewerb.
Roland Kaiser hatte 1977 einen ersten Hit mit Sieben Fässer Wein. Seine größten Erfolg feiert er 1980 mit Santa Maria erst nach dem Vorentscheid.
Stefan Waggershausen & Co. war die Band von und mit dem Sänger, Komponisten und ehemaligen Radiomoderator (Sender Freies Berlin, RIAS).
Katja Ebstein trat für Deutschland bei den Eurovision Song Contests 1970 in Amsterdam und 1971 in Dublin und erreichte jeweils den dritten Platz. 
Adam & Eve waren ein singendes Ehepaar, welches bereits seit 1969 gemeinsam auftrat und in den 1970er Jahren einige Hits wie Wenn die Sonne erwacht in den Bergen oder Lailola hatten. 
Montezuma (Band)
Tony & David
Stefan Hallberg ist ein Schlagersänger der 1979 mit Wer wird Deutscher Meister – HSV bekannt wurde.
Suzanne Klee ist eine in der Schweiz lebende Amerikanerin, die heute als Country-Sängerin bekannt ist.
Viel-Harmoniker waren eine Gesangsgruppe, die im Stile der Comedian Harmonists sangen.

## Punktetafel des Vorentscheids
In folgender Tabelle sind die Punktzahlen der Zwischenstände bei folgenden Prozentsätzen angegeben: 
Runde 1: 5,95 % der abgegebenen Stimmen, Runde 2 bei 15,87 %, Runde 3: 29,76 %. 
| Nr. | Interpret                  | Titel (Musik/Text)                                                            | Runde 1: Punkte, Platz | Runde 2: Punkte, Platz | Runde 3: Punkte, Platz | Endpunktzahl | Platz |
| --- | -------------------------- | ----------------------------------------------------------------------------- | ---------------------- | ---------------------- | ---------------------- | ------------ | ----- |
| 01  | Mel Jersey                 | Du bist nicht mehr frei (Walter Gerke & Mick Hannes / Walter Gerke)           | 0195, 07.              | 0495, 06.              | 0939, 06.              | 3310         | 06.   |
| 02  | Costa Cordalis             | Pan (Ralph Siegel / Kurt Hertha)                                              | 0262, 02.              | 0764, 01.              | 1432, 01.              | 4644         | 02.   |
| 03  | Marianne Rosenberg         | Ich werd’ da sein, wenn es Sturm gibt (Joachim Heider / Horst-Herbert Krause) | 0105, 12.              | 0302, 12.              | 0637, 12.              | 2169         | 12.   |
| 04  | Roland Kaiser              | Hier kriegt jeder sein Fett (Jürgen Triebel / Horst-Herbert Krause)           | 0151, 09.              | 0415, 09.              | 0840, 07.              | 2823         | 08.   |
| 05  | Stefan Waggershausen & Co. | Verzeih’n Sie, Madame (Stefan Waggershausen)                                  | 0223, 04.              | 0575, 05.              | 1103, 04.              | 3625         | 04.   |
| 06  | Katja Ebstein              | Theater (Ralph Siegel / Bernd Meinunger)                                      | 0268, 01.              | 0730, 02.              | 1406, 02.              | 4828         | 01.   |
| 07  | Adam & Eve                 | Hallo Adam, Hallo Eva (Alexander Gordan / Norbert Hammerschmidt)              | 0161, 08.              | 0452, 08.              | 0827, 08.              | 2847         | 07.   |
| 08  | Montezuma                  | Montezuma Castle (Rudi Bauer / Gerd Thumser)                                  | 0254, 03.              | 0655, 03.              | 1101, 05.              | 3586         | 05.   |
| 09  | Tony & David               | Minnesänger – Mädchenfänger (Alexander Gordan / Norbert Hammerschmidt)        | 0147, 11.              | 0389, 10.              | 0773, 09.              | 2784         | 09.   |
| 10  | Stefan Hallberg            | Gib uns Zeit (Jean Frankfurter & Robert Puschmann)                            | 0149, 10.              | 0354, 11.              | 0654, 11.              | 2266         | 11.   |
| 11  | Suzanne Klee               | Wenn du nicht weißt, wohin (Jean Frankfurter / John Möhring)                  | 0223, 04.              | 0653, 04.              | 1225, 03.              | 3968         | 03.   |
| 12  | Viel-Harmoniker            | In der Oper (Gert Wilden / Wolfgang Hofer)                                    | 0202, 06.              | 0456, 07.              | 0763, 10.              | 2462         | 10.   |

## Trivia
Kurz vor der Verkündigung des Endergebnisses wird der nach dem 3. Zwischenstand führende Costa Cordalis versehentlich auf die Bühne geholt.
Katja Ebstein erreicht mit dem Titel Theater die beste Platzierung ihrer drei Teilnahmen beim Eurovision Song Contest.